# فيض الخاطر
فيض الخاطر هي سلسلة كتب من تأليف الكاتب المصري أحمد أمين مجموعة في عشرة اجزاء تضم مقالات أدبية واجتماعية وفي الفكر و الفلسفة والسياسة، طول المقالة يتراوح بين ثلاث إلى خمس عشرة صفحة.